# Microlita leucorhabda
Microlita leucorhabda là một loài bướm đêm trong họ Noctuidae.